# Marcus Antonius Antyllus
Marcus Antonius Antyllus (47 v.Chr. – 23 augustus 30 v.Chr.) of Marcus Antonius Minor (Minor = Latijn voor de Jongere), ook bekend als Antonius of Antyllus (een koosnaam, hem gegeven door zijn vader) was een zoon van de Romeinse triumvir Marcus Antonius.
Antyllus was de oudste zoon (en eerste kind) van Antonius uit zijn (3e) huwelijk met Fulvia. Een tweede zoon uit dit huwelijk was Iullus Antonius, die bekendheid zou verwerven als vermeende minnaar van Augustus’ dochter Julia.
Antyllus is geboren en werd opgevoed in Rome. Zijn moeder Fulvia werd ziek en overleed in oktober 40 v.Chr. in het Griekse Sicyon, waar zij in ballingschap verbleef. Zijn vader hertrouwde toen met Octavia, een zus van zijn Octavianus (de latere keizer Augustus).
Toen hij amper zeven was, werd Antyllus reeds "verloofd" met de toen tweejarige Julia, het dochtertje van zijn mede-triumvir Octavianus. Dit huwelijk maakte deel uit van de politieke plannen van het tweede triumviraat, maar na de breuk tussen Marcus Antonius en Octavianus werd de overeenkomst afgeblazen.
Zijn tienerjaren bracht de jonge Antyllus door met zijn vader, zijn stiefmoeder Octavia en zijn halfbroers en –zussen, in de Atheense residentie van Antonius. Bronnen vermelden dat Octavia een toegewijde en voorbeeldige moeder was, die zorg droeg voor haar eigen kinderen en die van haar man. Nadat het huwelijk van Antonius en Octavia ontbonden was, verliet Antyllus zijn stiefmoeder en vergezelde zijn vader toen deze vanuit Griekenland naar Egypte vertrok. De laatste jaren van zijn korte leven bracht hij door in Alexandrië, aan het hof van Cleopatra, met wie zijn vader een passionele relatie was begonnen.
In zijn conflict met Octavianus betrok Marcus Antonius nu ook zijn 16-jarige zoon. Antyllus werd, voor de slag bij Actium, als onderhandelaar uitgestuurd naar Octavianus, met de opdracht hem een grote geldsom aan te bieden, in ruil voor de vrede. Octavianus nam het geld aan, maar stuurde Antyllus onverrichter zake naar zijn vader terug. Na Antonius’ nederlaag in Actium, viel Octavianus in 30 v.Chr. met zijn leger Egypte binnen. Uit vrees voor de vernedering om levend in handen van hun tegenstander te vallen benamen Cleopatra en Antonius zich het leven.
Kort nadien werd Antyllus verraden door zijn Alexandrijnse tutor Theodorus, die hem uitleverde aan Octavianus, samen met Caesarion, de zoon van Caesar en Cleopatra. Zonder gehoor te geven aan hun genadeverzoek gaf Octavianus koudweg de opdracht de beide jongens te vermoorden. Even voordien nog had Cleopatra, om de bevolking van Alexandrië wat op te beuren na de beschamende nederlaag bij Actium, een grote plechtigheid georganiseerd waarbij de twee jongens – nog in hun tienerjaren - officieel meerderjarig werden verklaard. Deze meerderjarigheidsverklaring werd tegelijk hun doodvonnis, aangezien zij hierdoor als handelsbekwame volwassenen konden worden beschouwd, en men Octavianus niet meer kon aanrekenen dat hij minderjarige kinderen had vermoord. De moord vond, volgens de overlevering, plaats vóór het standbeeld van de Vergoddelijkte Julius Caesar. Na de dood van Antyllus zou de valse Theodorus een kostbare steen, die de jongen om zijn hals droeg, ontvreemd hebben. Toen Octavius dat te weten kwam liet hij de verrader aanhouden en uithoren. Ook al bleef Theodorus de diefstal ontkennen, toch werd hij door Octavianus schuldig bevonden en op diens bevel gekruisigd.
Als we Plutarchus en Suetonius mogen geloven was Antyllus het enige kind van Antonius dat op bevel van Octavianus uit de weg werd geruimd. Zijn andere kinderen met Cleopatra, de tweeling Alexander Helios en Cleopatra Selena, en Ptolemaeus Philadelphus bleven gespaard en werden in Rome opgevoed door Antonius’ voormalige echtgenote Octavia.